# Taiwangoldhähnchen
Das Taiwangoldhähnchen (Regulus goodfellowi) ist eine endemisch auf Taiwan vorkommende Vogelart aus der Familie der Goldhähnchen (Regulidae). Der Artname ehrt den britischen Ornithologen Walter Goodfellow.

## Beschreibung
Wie alle Goldhähnchenarten gehört das Taiwangoldhähnchen zu den kleinsten Singvogelarten weltweit. Es ist insgesamt etwa neun Zentimeter lang und wiegt ca. sieben Gramm. Zwischen den Geschlechtern besteht ein leichter Sexualdimorphismus, der sich dadurch ausdrückt, dass die Weibchen einen einfarbig gelben Scheitelstreif zeigen, der bei den Männchen in der Mitte kräftig orangefarben ist. Die übrigen Merkmale sind bei beiden Geschlechtern nahezu identisch. Der Scheitelstreif ist schwarz eingefasst. Das Rückengefieder ist gelbgrün, die Kehle weißlich, der Bauch weißlich bis gelblich. Die Flügel sind dunkel olivgrün und haben eine weiße Flügelbinde, die Schwanzfedern sind ebenfalls dunkel olivgrün.  Die Augen sind kräftig schwarz umrandet, die weißen Unteraugen- und Überaugenstreife verlaufen bis zum graugrünen Hals. Vom Schnabelansatz zieht sich ein sehr schmaler schwarzer Streifen bis zur Halsseite. Der Schnabel ist kurz und läuft nadelartig spitz zu.

## Verbreitung und Lebensraum
Taiwangoldhähnchen kommen ausschließlich im zentralen Bergland Taiwans vor, wo sie bevorzugt in Nadelwäldern leben. Sie bewohnen Höhenlagen zwischen 2000 und 3600 Metern und sind dort zahlreich anzutreffen, sodass sie als nicht gefährdet geführt werden.

## Lebensweise
Taiwangoldhähnchen leben einzeln oder in kleinen Gruppen. Beim Balz- und Territorialverhalten können die orangefarbenen Scheitelfedern der Männchen kammartig aufgerichtet werden. Die Vögel ernähren sich in erster Linie von Insekten und deren Larven und Eiern. Das Futter wird dabei von Zweigen und Blättern aufgelesen. Zum Brutverhalten der Art ist wenig bekannt. Es ist davon auszugehen, dass es ähnlich wie bei anderen Regulus-Arten abläuft. Die Lautäußerungen der Vögel bestehen aus einer Serie von schrillen, hohen Tönen.